# Theyyam
Le Theyyam (en malayalam : തെയ്യം, teyyaṁ ; en kannada : ತೆಯ್ಯಂ, teyyaṁ) est un rituel religieux rencontré dans le nord du Kerala et au sud du Karnataka, dans le sud-ouest de l'Inde, au cours duquel des individus « possédés » incarnent des esprits ou des divinités, selon un procédé codifié. Il combine donc théâtre, danse, transe, musique et art (maquillage, costumes). Il est apparenté au Buta Kola (en toulou : ಭೂತ ಕೋಲ (bhūta kōla), ಭೂತ ನೇಮ (bhūta nēma)) et au Tere ou Theray, retrouvés respectivement dans la région du Canara ou South Canara et au Coorg, dans le Sud-Ouest du Karnataka.

## Caractéristiques
« Le mot désigne à la fois la divinité représentée par le danseur et le rituel lui-même. Avec le Kalaripayyat et le Kathakali, il s'agit d'un des trois arts majeurs du Kerala. ». C'est au-delà de son aspect artistique et théâtrale, un rite religieux retrouvé exclusivement dans la partie septentrionale du Kerala, qui correspond à la région du Malabar. Bien que certains acteurs politiques et économiques tendent, depuis quelques décennies, à réduire la connotation spirituelle ou religieuse de cette célébration, à des fins notamment touristiques.
Les « danseurs », formés dès le plus jeune âge, dansent pour inviter les dieux à entrer dans leurs corps : ils sont alors considérés comme des dieux incarnés. Dans le Kerala, près de 5000 « artistes » traditionnels vivent de ce rituel et gagnent en 100 jours ce qui va leur permettre de vivre le reste de l'année
Étant un culte, il n'est pas toujours ouvert aux étrangers.
Les castes considérées « inférieures » peuvent y participer,. Le theyyam (tout comme le buta kola) ayant par ailleurs un caractère subversif vis-à-vis du système des castes, historiquement très rigoureux dans cette région. Les personnes possédées par les divinités, souvent issues de communautés marginalisées (basses castes voire intouchables), sont invitées et propitiées entre autres par des familles issues de hautes castes, qui organisent la venue et la manifestation de la divinité dans les tharavad, illam et kovilakam (maisons et manoirs), transformés alors en centre de culte pouvant rassembler l'ensemble d'un village ou d'une ruralité.
Une fois que le danseur incarne un dieu, les fidèles viennent lui demander conseil.
Ils peuvent se dérouler dans des kavus, qui sont des bois sacrés hindous, ainsi que dans les temples. L'organisation d'un theyyam étant rigoureusement planifié en amont, nécessitant entre autres une consultation auprès d'astrologues.
Néanmoins, des discriminations existent et subsistent dans le Kerala septentrional à l'encontre d'individus et de communautés performatrices de theyyam, y compris durant les cérémonies. Ceux particulièrement affectés étant originaires de groupes toulophones.

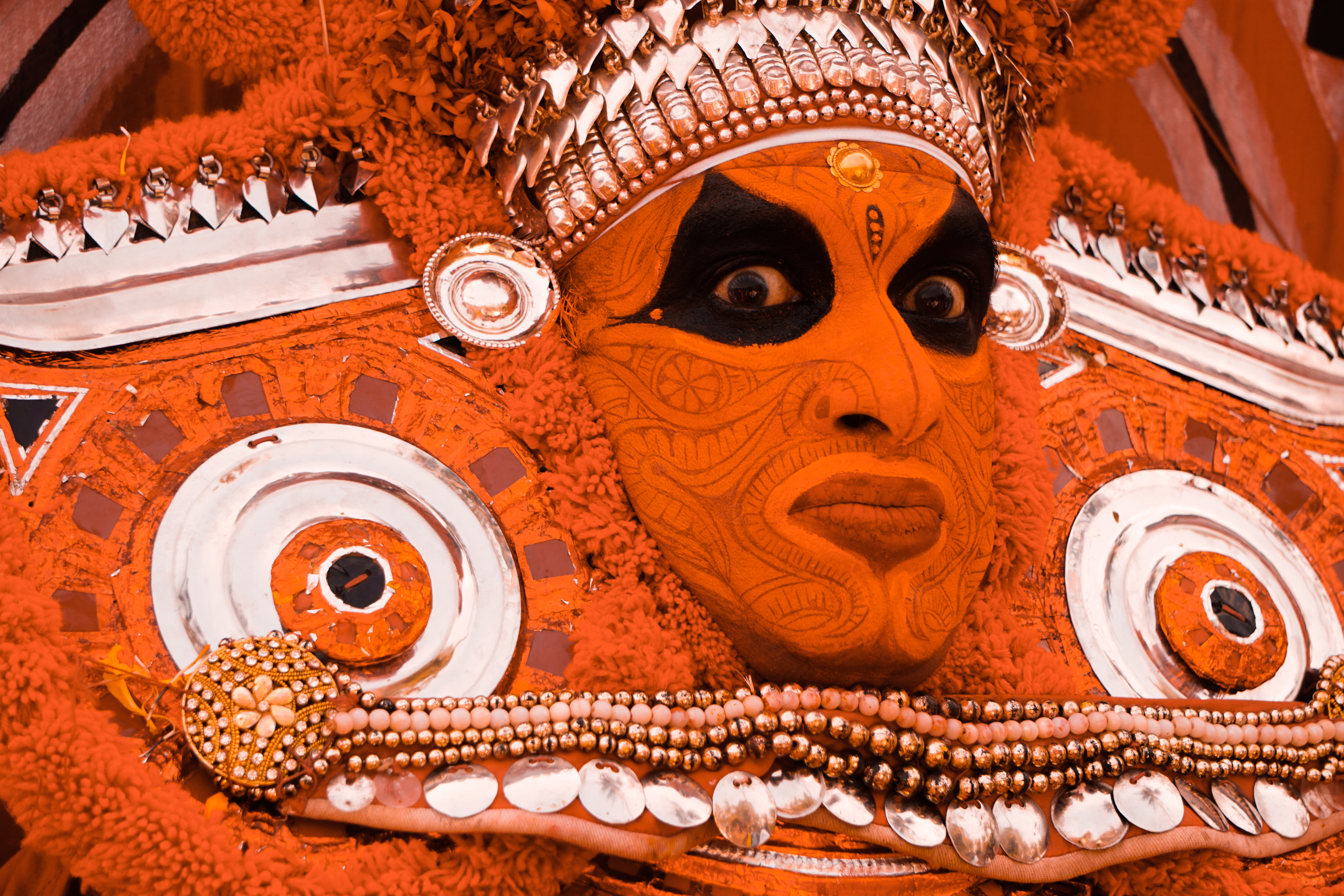
Photo probablement prise dans le district de Kasaragod ou celui de Kannur.
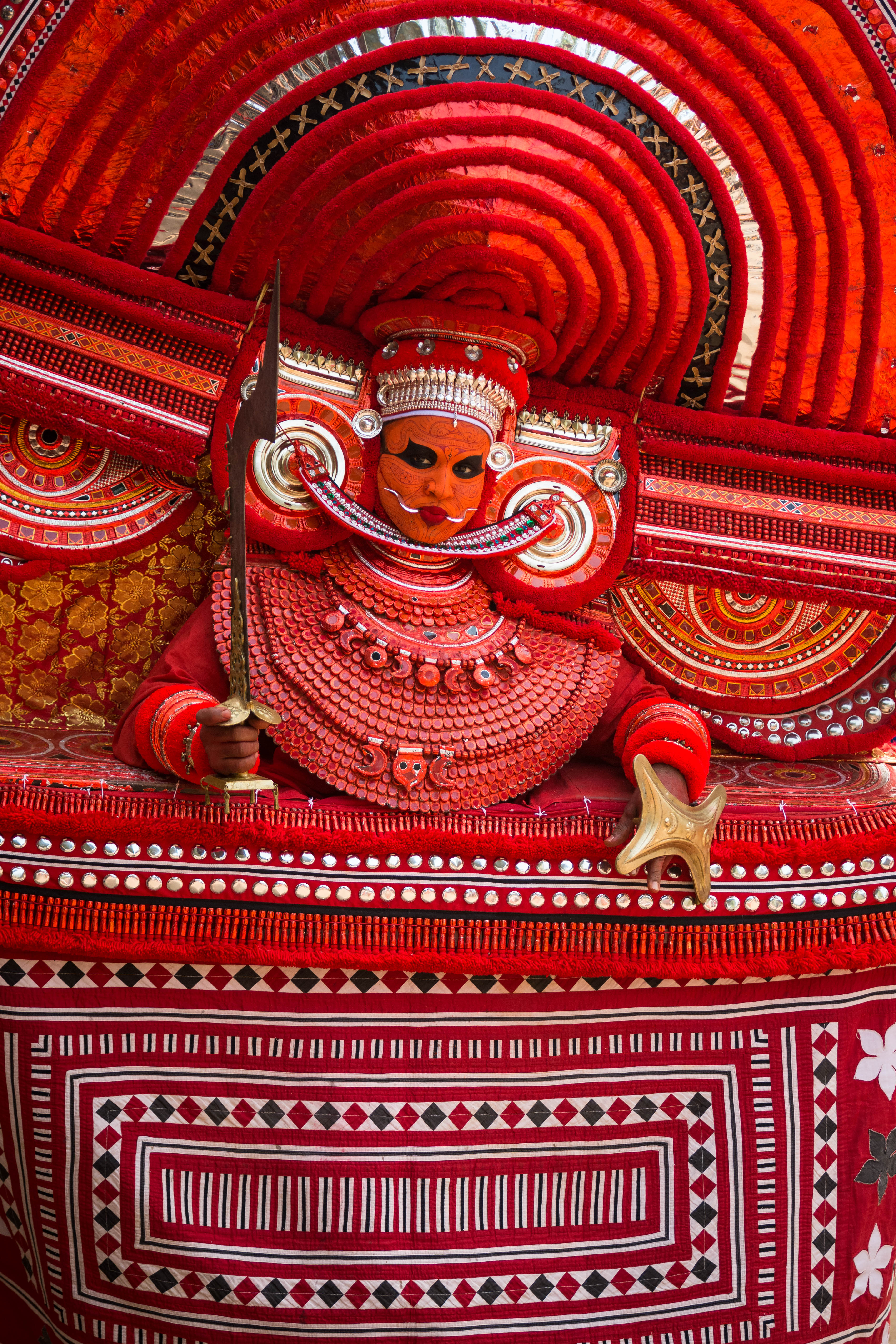
Theyyam décrivant la défaite de Kannangattu Bhagwathi.
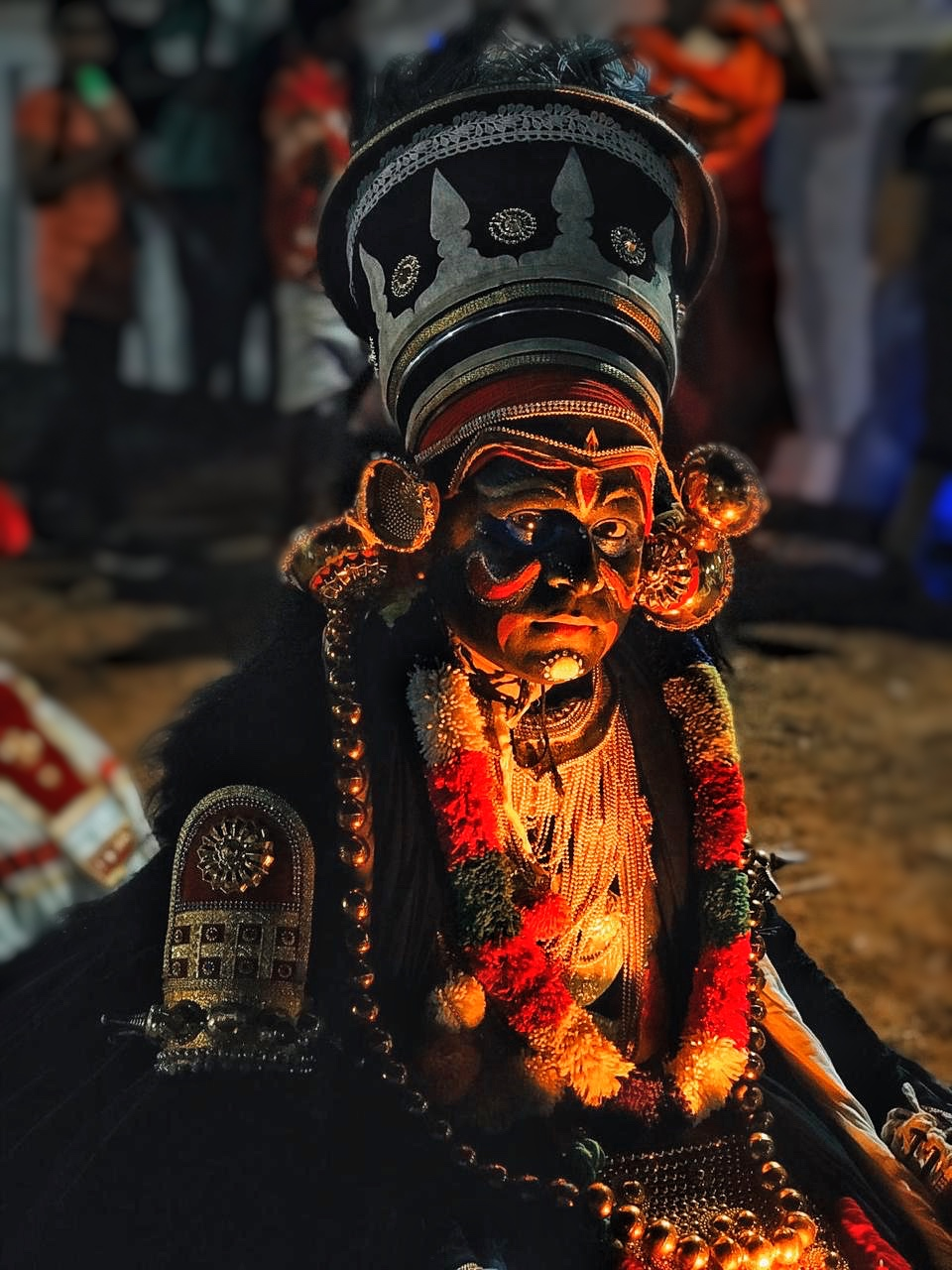
Theyyam nocturne.
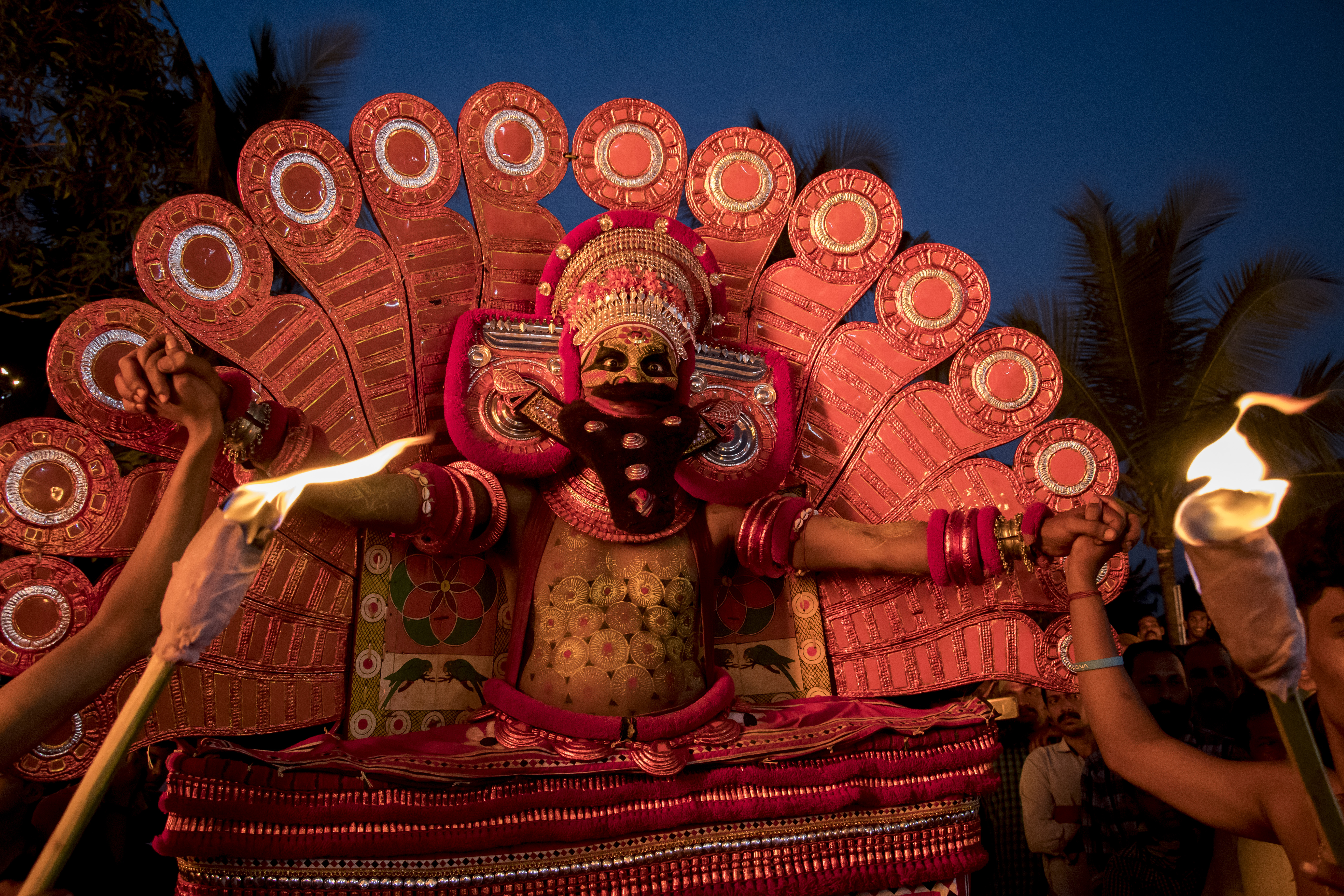
Theyyam au temple Mandothum Kavu de Kadachira (en).
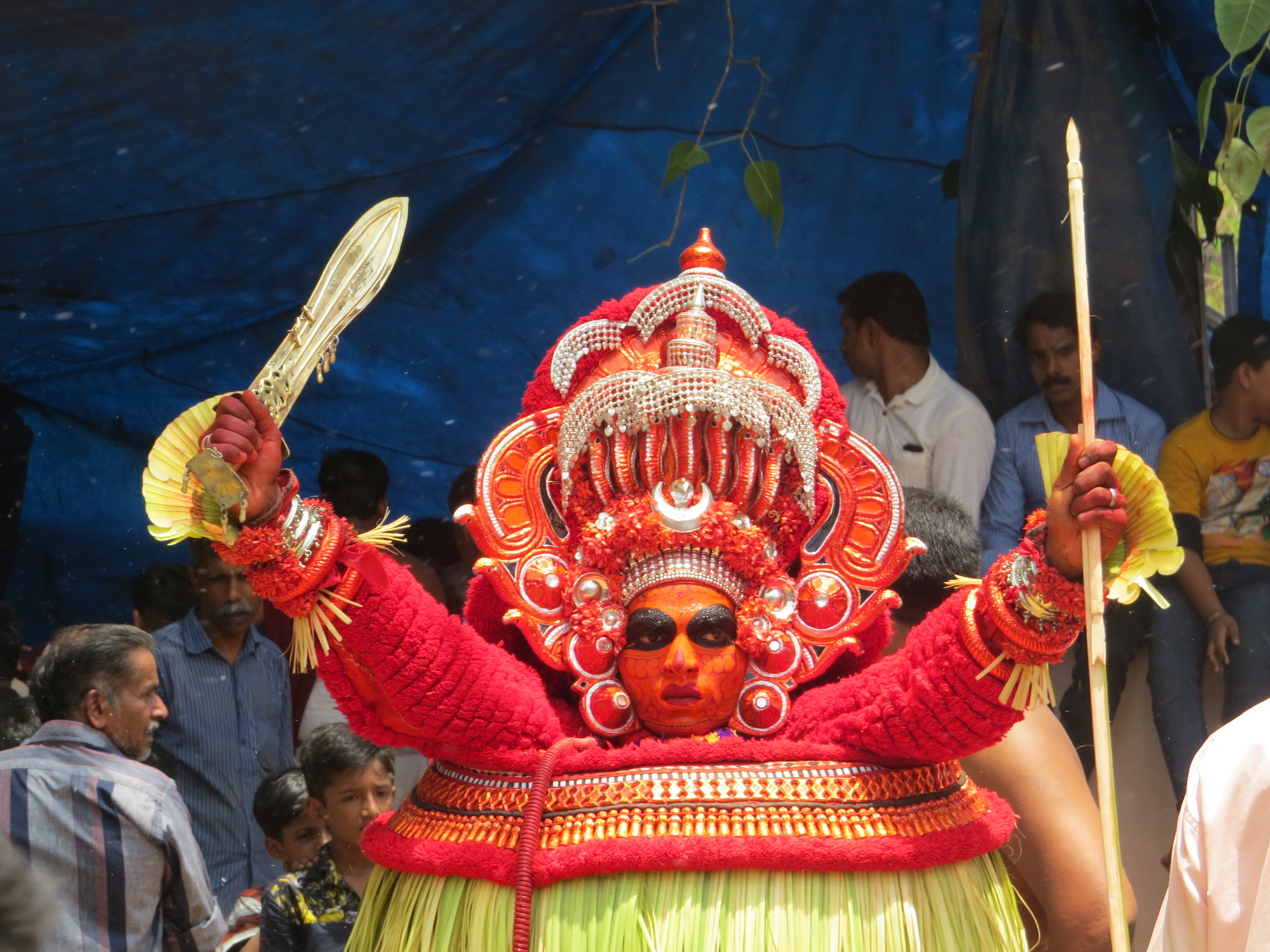
Theyyam d'Iritty.
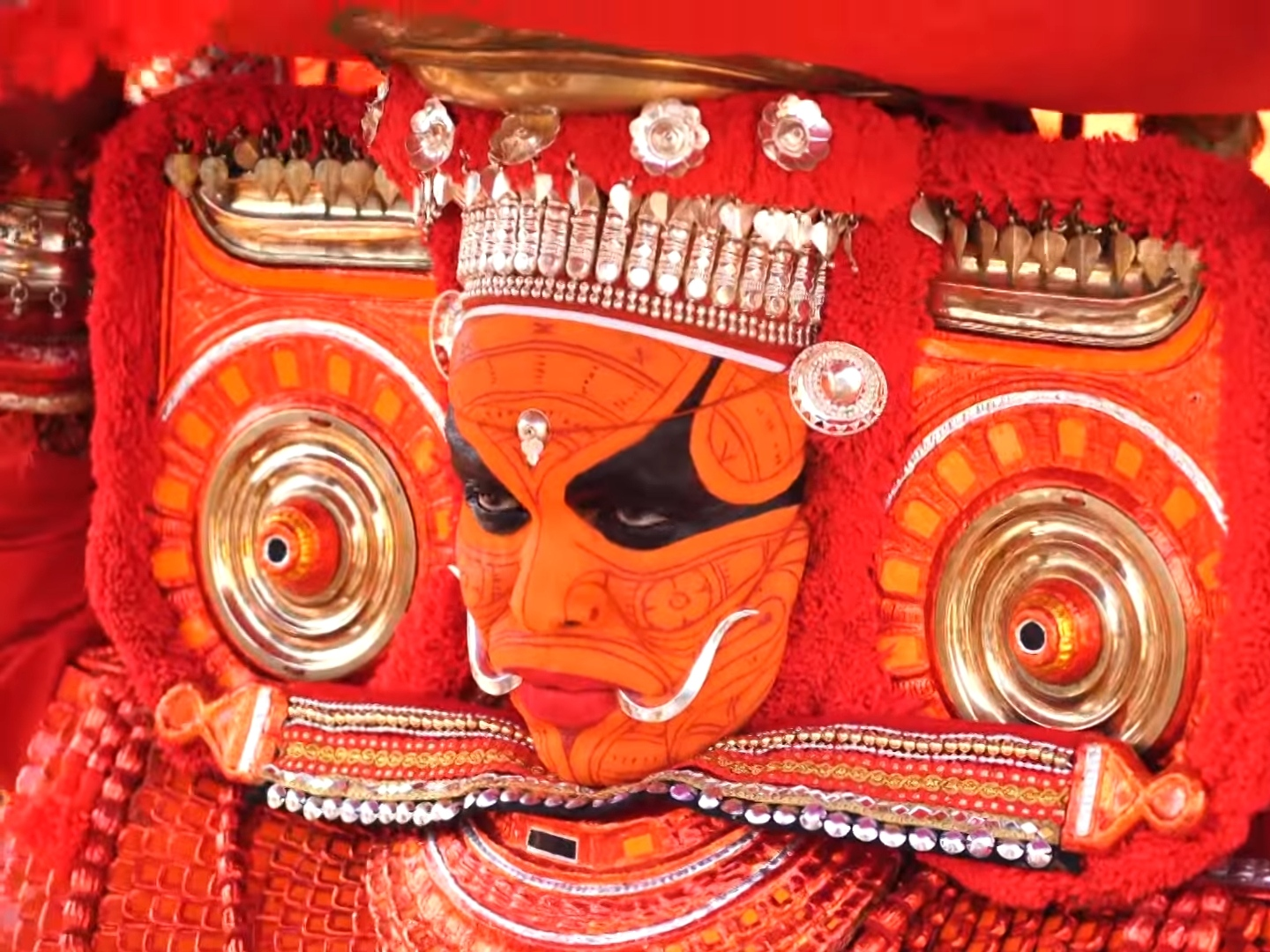
Le Theyyam de Kaliyottu Bhagavathi, vieux de 717 ans.
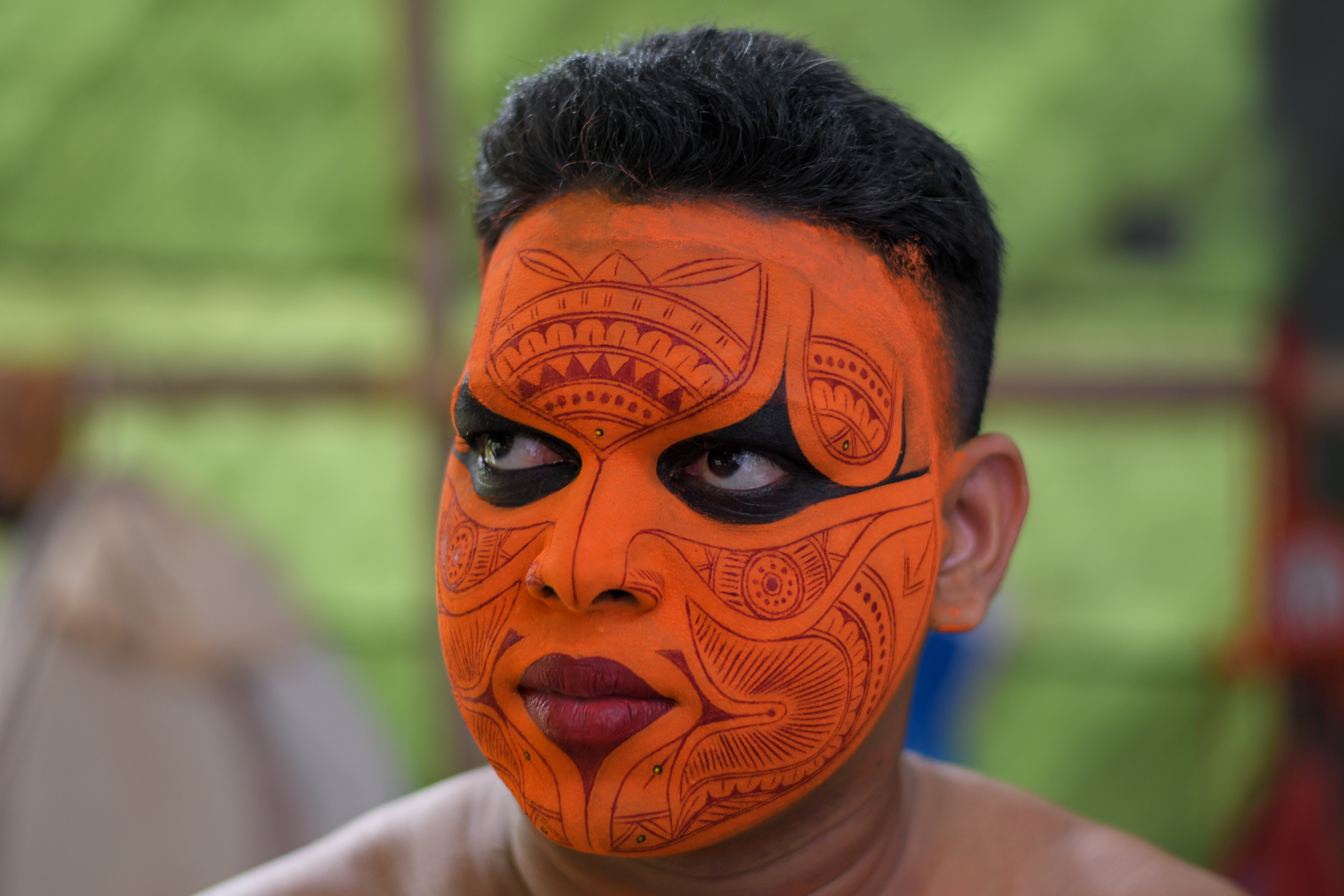
Masque Theyyam vers Kannur.

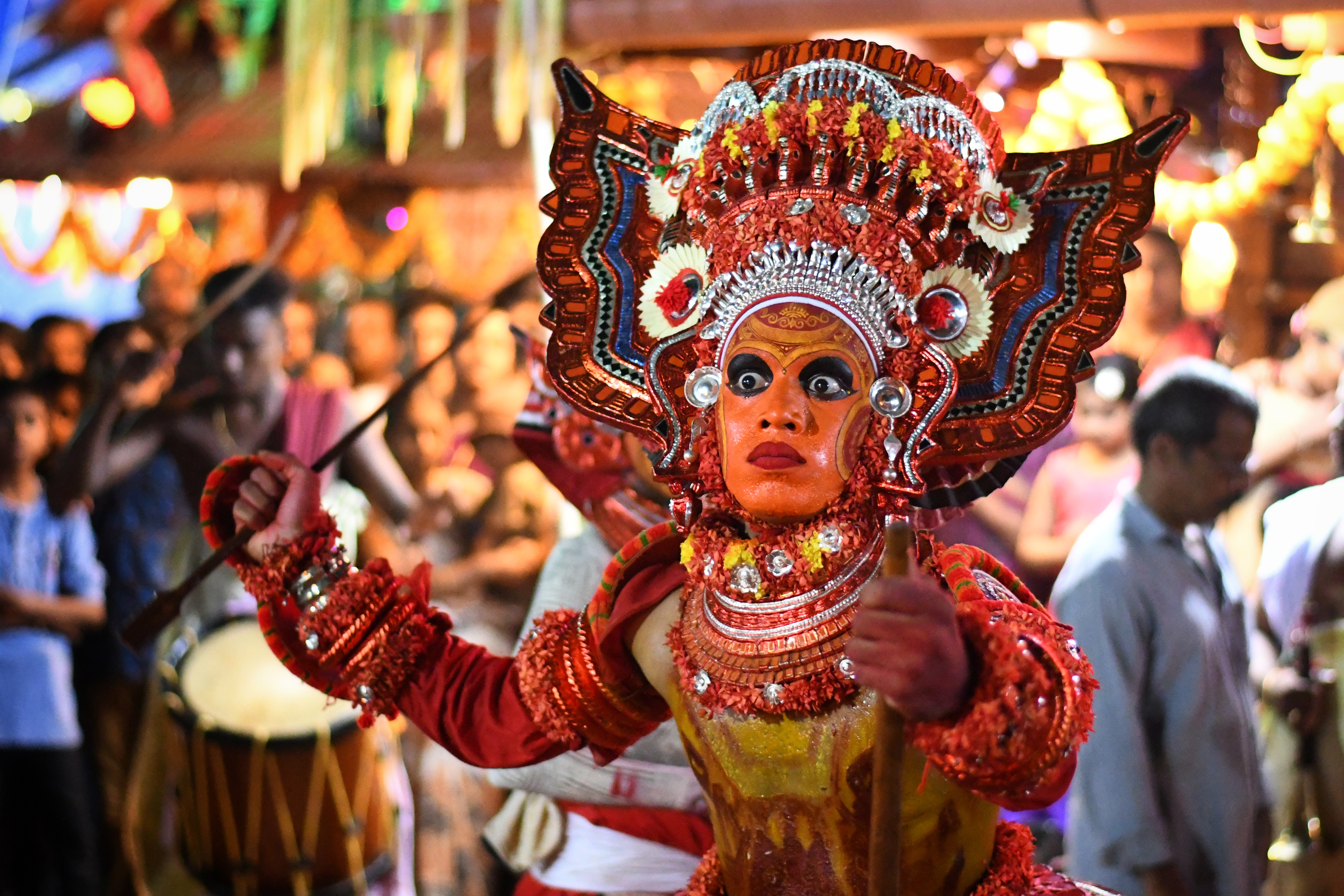
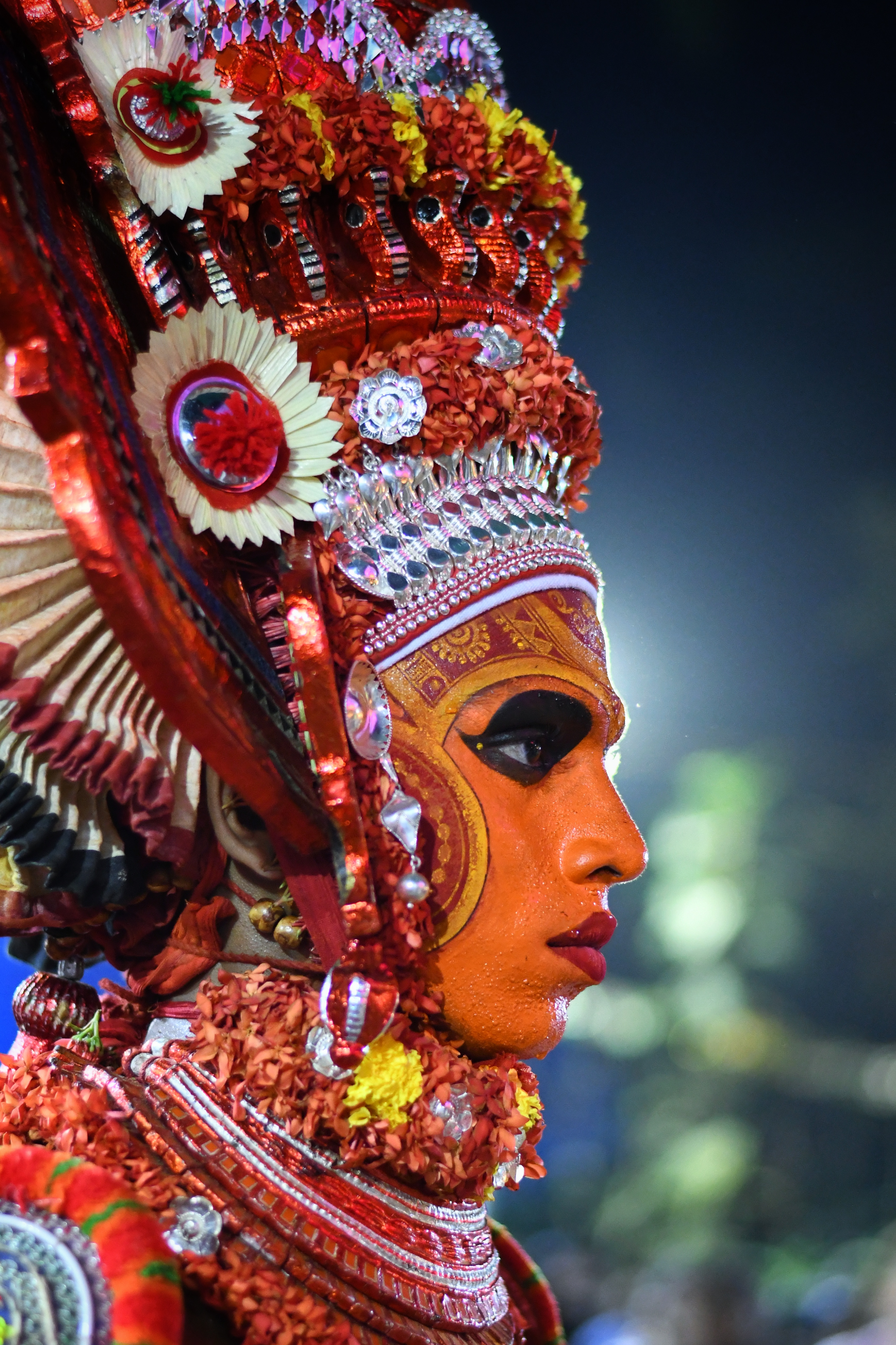
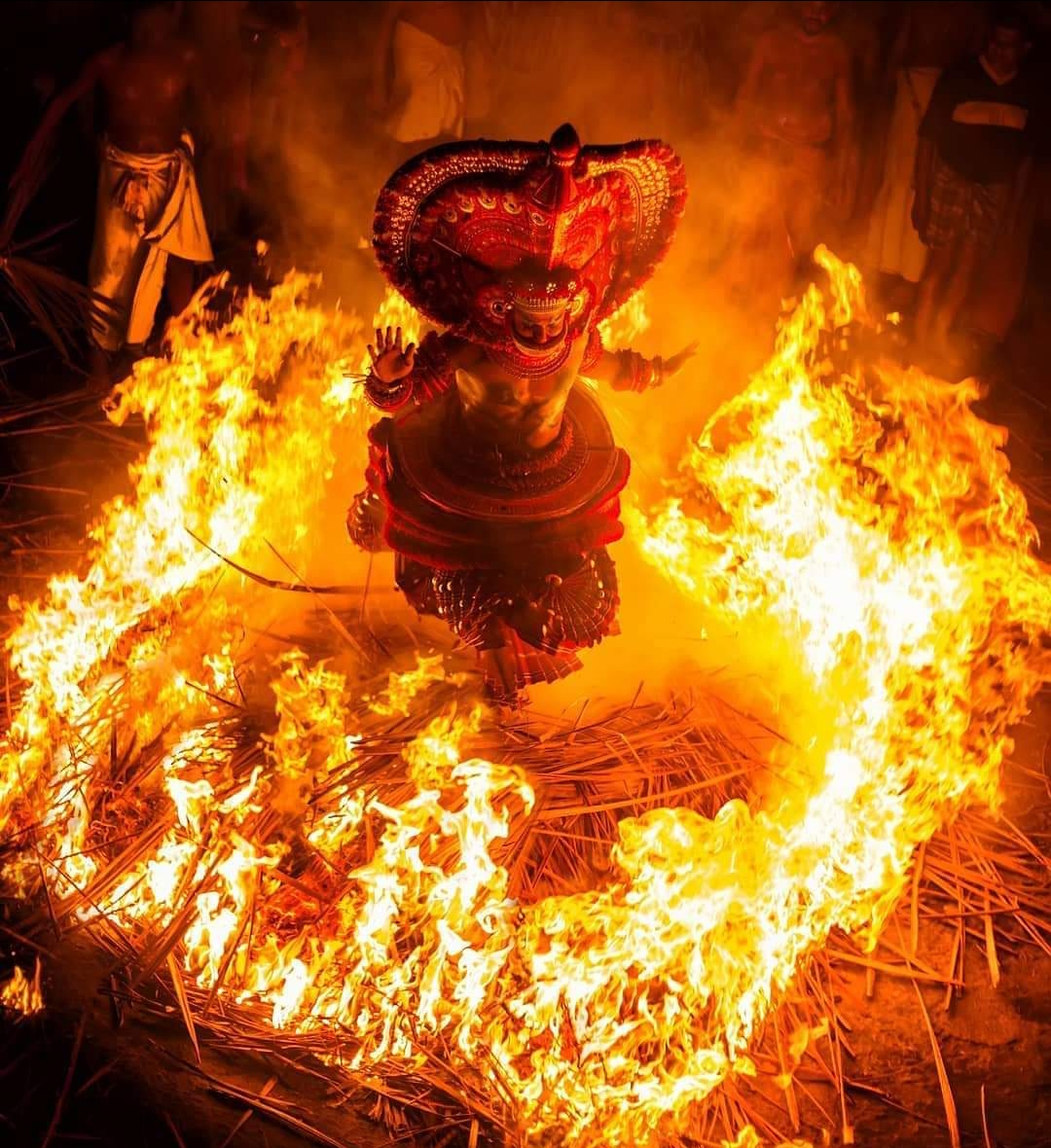
Theyyam de Thee Chamundi.
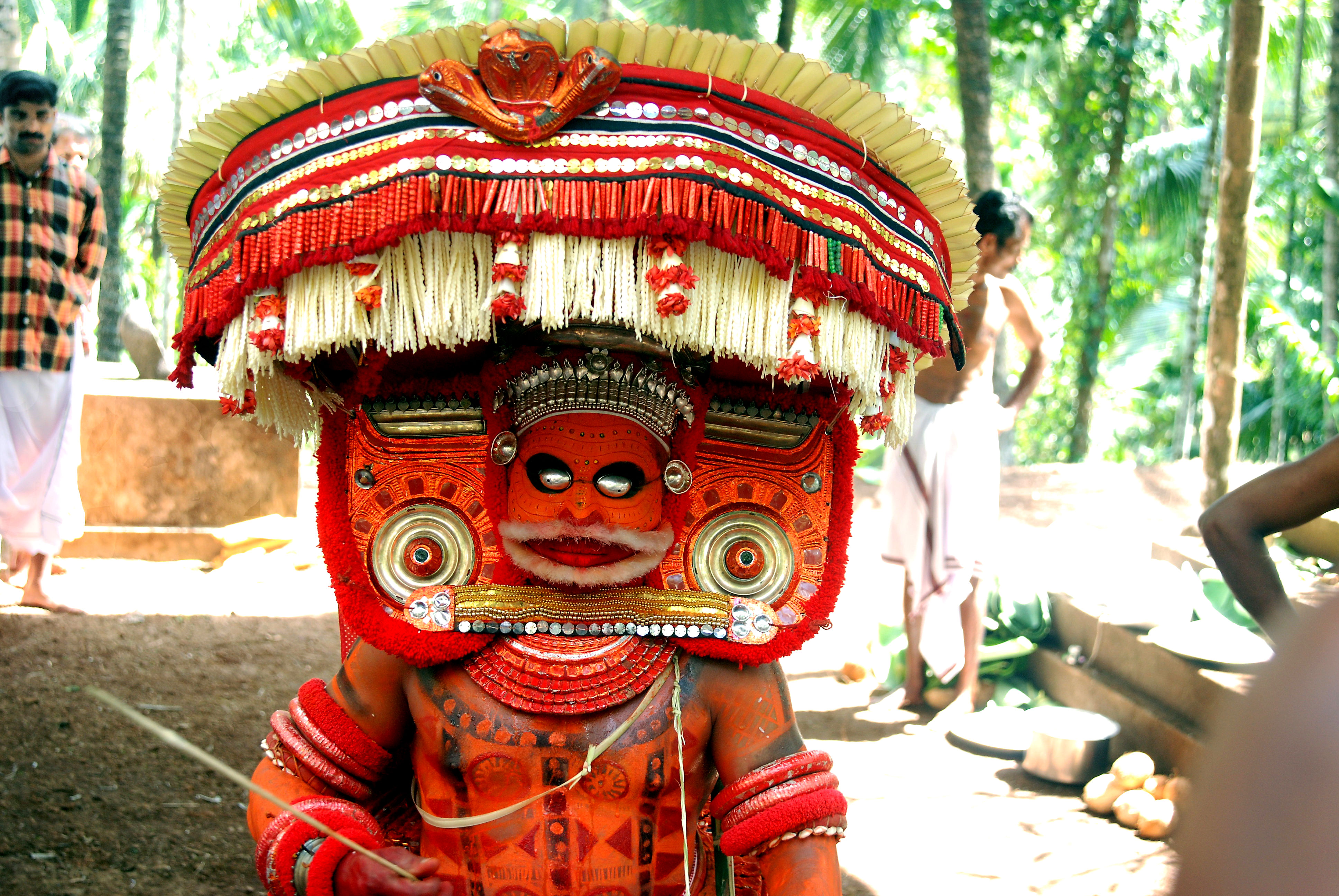
Theyyam de Kalichan.
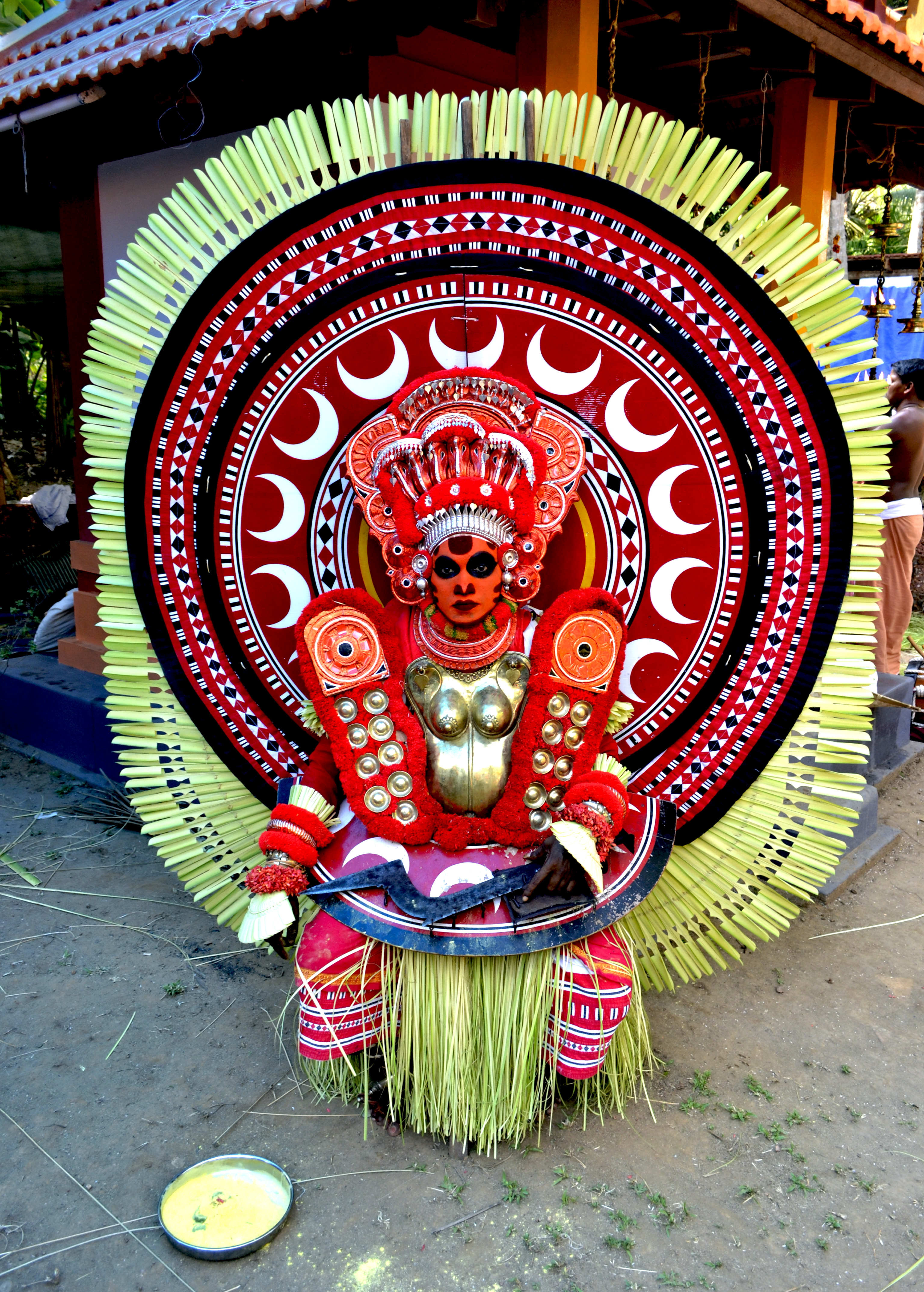
Theyyam de Kundadi Chamundi : കുണ്ടാടി ചാമുണ്ഡി തെയ്യം (ml).
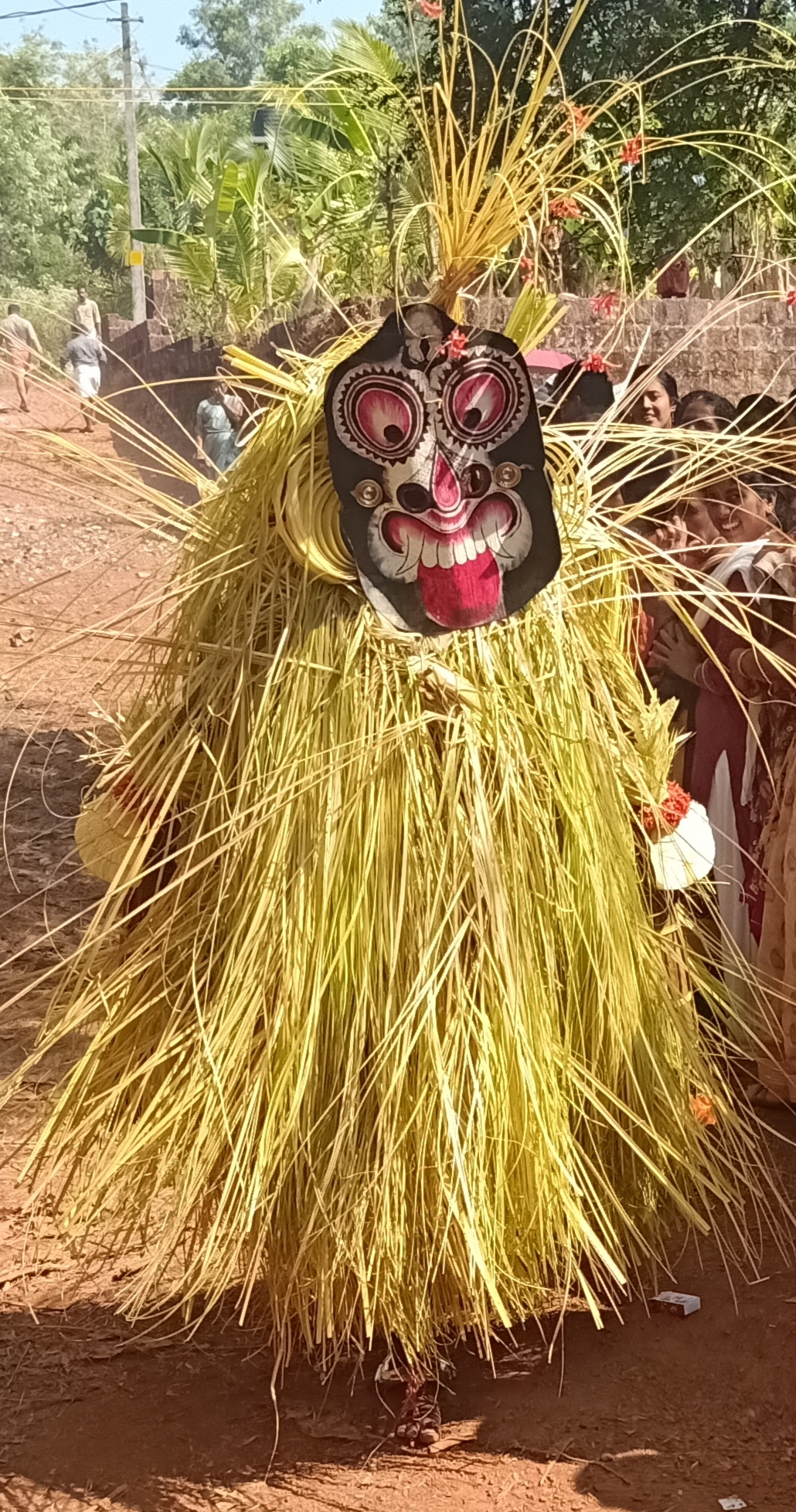

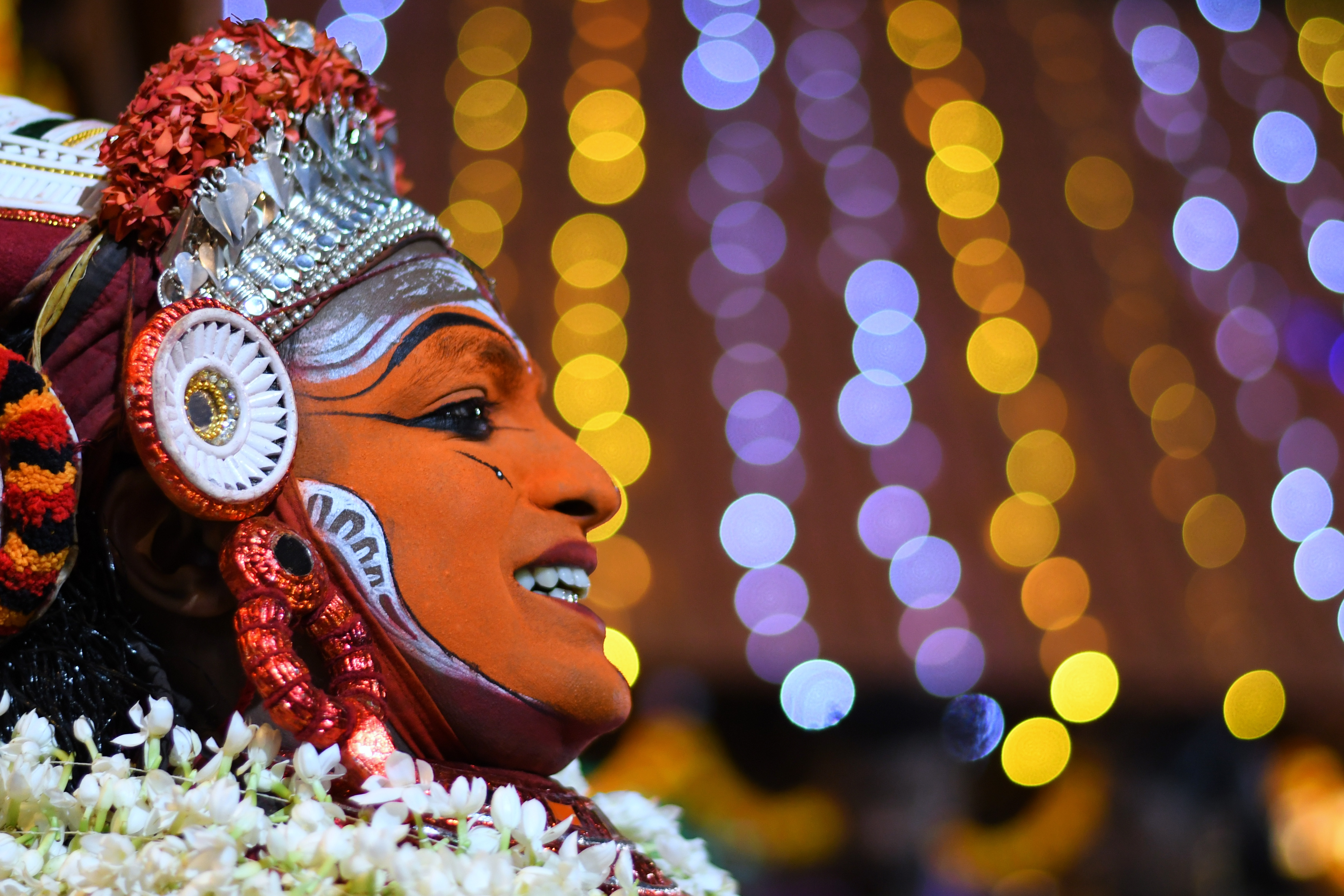
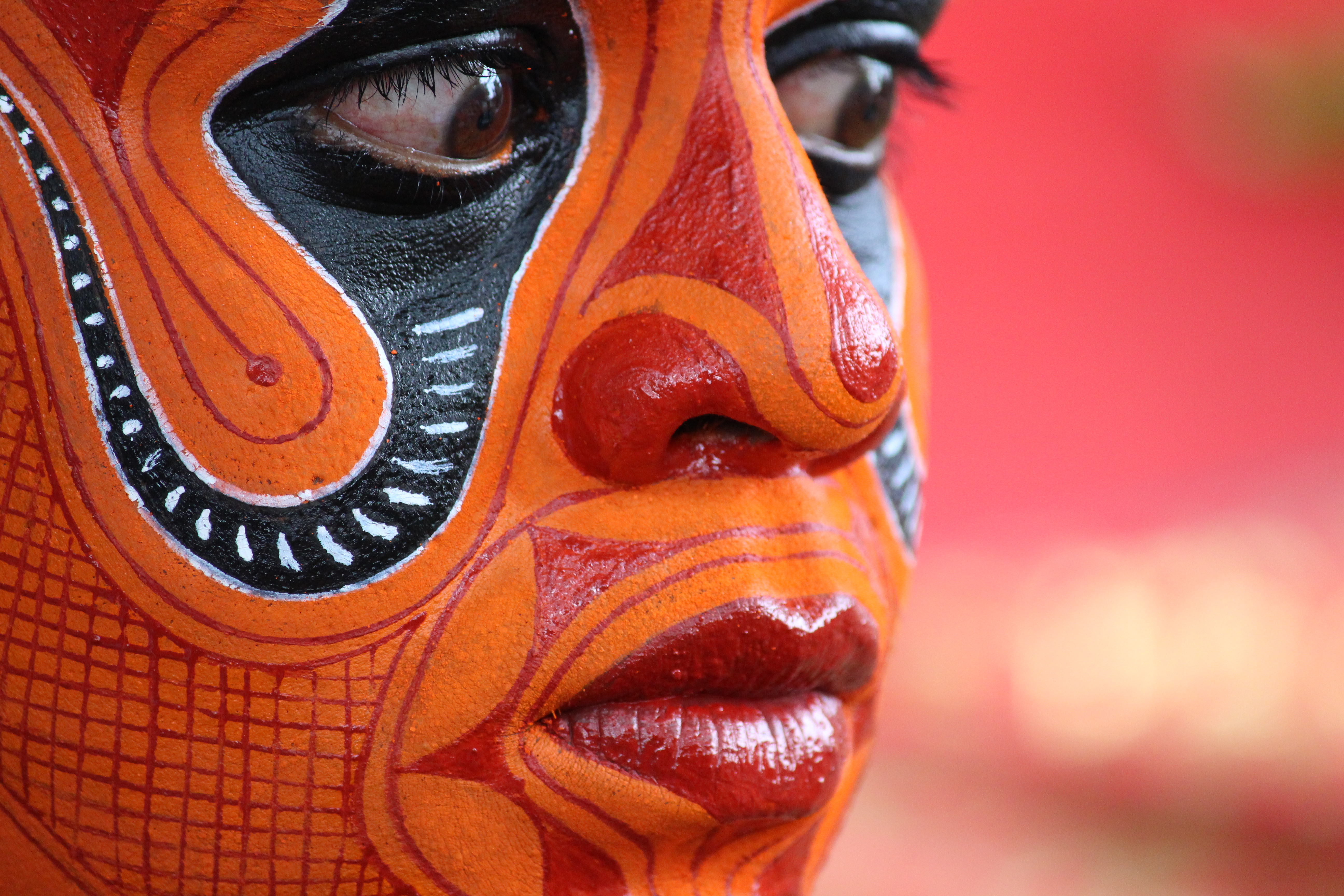
Theyyam de Nagakkali, Mukhathezhuthu.
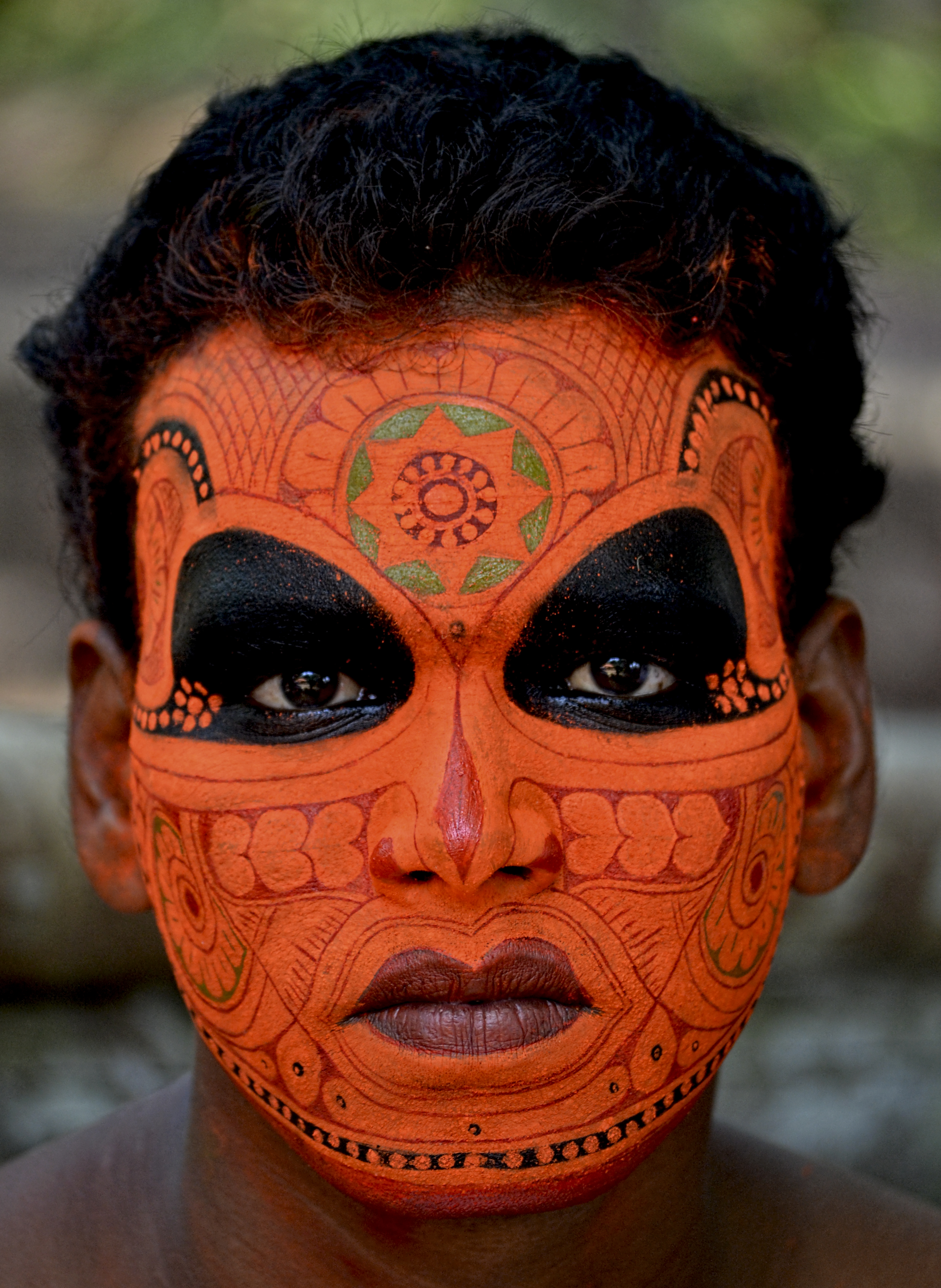
Vishnumoorthy Theyyam (en).
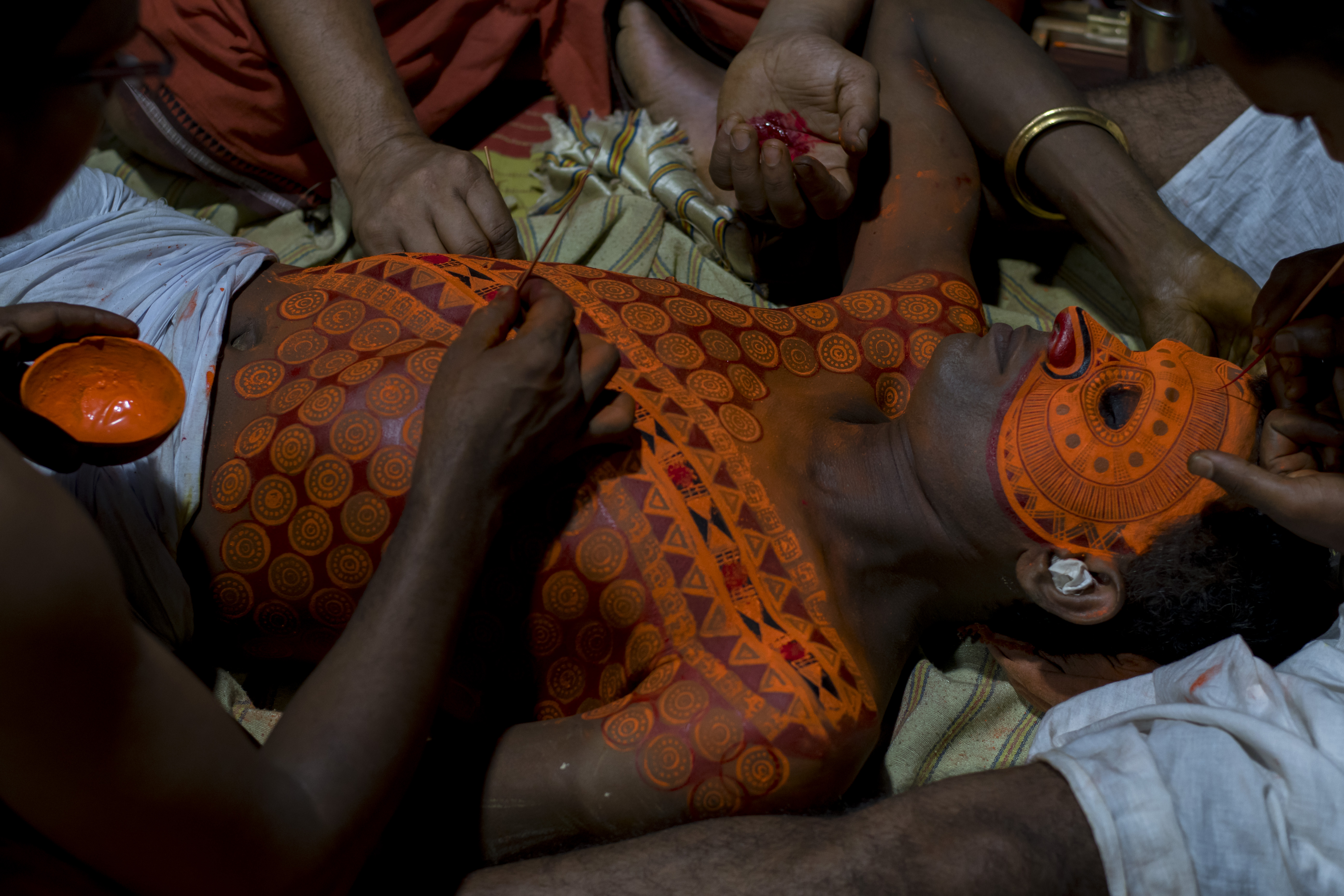
Theyyam au Kakkanam Kottam, Edakkad (en).
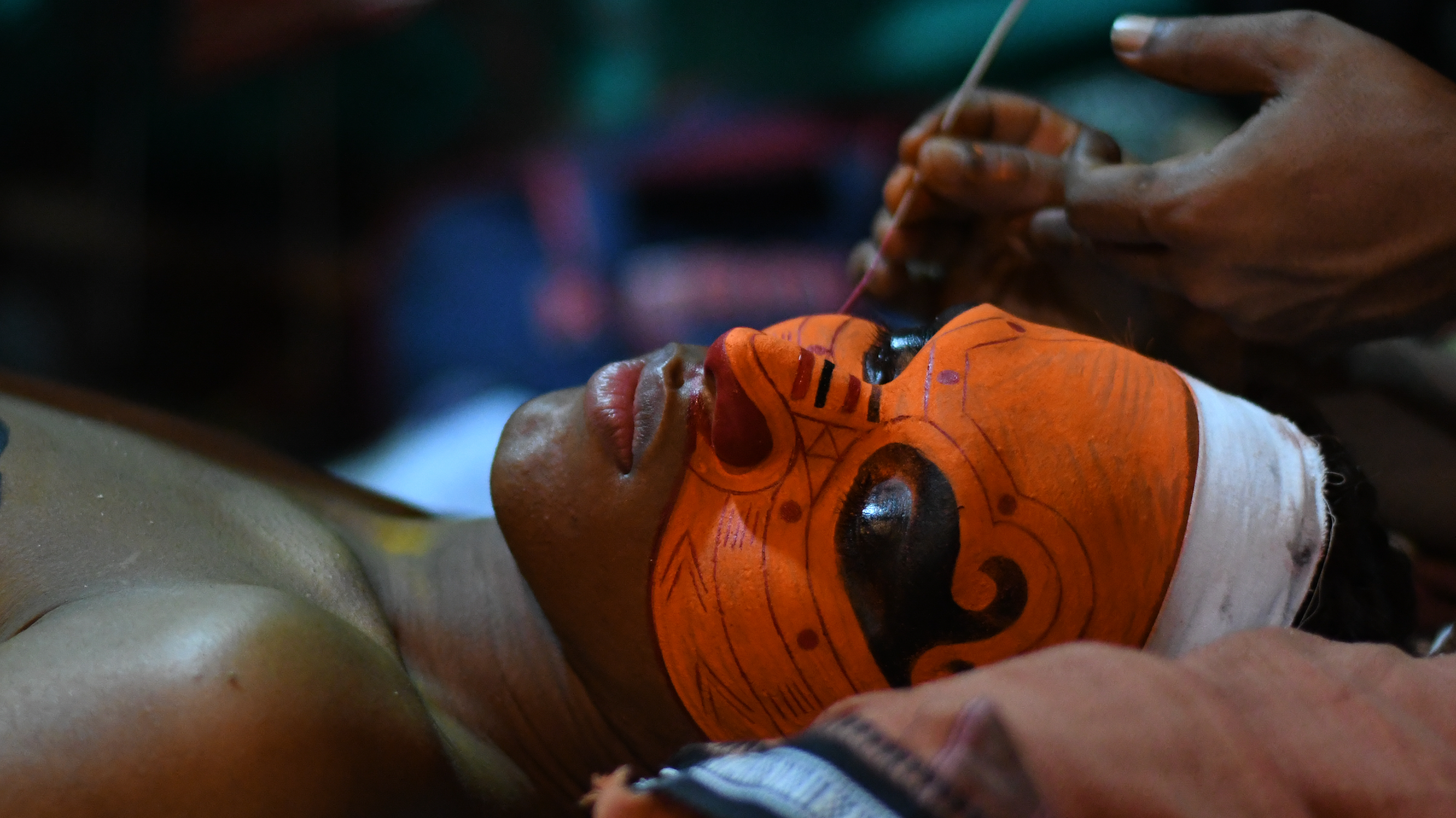

- Vidéos